# Cusco
Cusco (em espanhol Cuzco ou Cusco, em quíchua Qosqo ou Qusqu) é uma cidade no Peru situada no sudeste do Vale de Huatanay ou Vale Sagrado dos Incas, na região dos Andes, com população de 428 450 habitantes. É a capital da região de Cusco e da província de Cusco.
A cidade de Cusco está situada a 3 400 metros acima do nível do mar. Era a capital do Tahuantinsuyu, ou Império Inca. Lendas atribuem a fundação de Cusco ao Inca Manco Capac no século XI ou XII. As paredes de granito do palácio inca ainda estão lá, bem como monumentos como o Korikancha, ou Templo do Sol.
Depois do fim do império, em 1532, o conquistador espanhol Francisco Pizarro invadiu e saqueou a cidade. A maioria dos edifícios incas foi destruída a mando do governo espanhol, com apoio de igrejas cristãs. Cusco foi um dos mais importantes centros administrativos e culturais do Vice-Reino do Peru.  A maioria dos edifícios construídos depois da conquista é de influência espanhola com uma mistura de arquitetura inca, inclusive a igreja de Santa Clara e San Blas. Frequentemente, são justapostos edifícios espanhóis sobre as volumosas paredes de pedra construídas pelos incas.
Um terremoto em 1950 destruiu uma construção de padres dominicanos e expôs que esta fora erigida em cima do Templo do Sol, que resistiu ao terremoto. Esta teria sido a segunda vez que aquela construção dos dominicanos fora destruída, sendo que a primeira vez fora em 1650 quando a construção espanhola era bem diferente. Outros exemplos da arquitetura inca são a fortaleza de Machu Picchu, que se situa no final da Estrada Inca, a fortaleza Ollantaytambo, e a fortaleza de Sacsayhuaman, que fica aproximadamente a dois quilômetros de Cusco.
A área circunvizinha, situada no vale de Huatanay, tem uma agricultura forte, com o cultivo de milho, cevada, quinoa, chá e café, além da mineração de ouro.

## História

### Fundação e época incaica
Duas lendas indígenas atribuem sua fundação a seu primeiro chefe de estado, um personagem lendário chamado Manco Capac, junto a sua irmã e esposa Mama Ocllo. Em ambas se afirma que o lugar foi revelado pelo deus sol (Inti) aos fundadores depois de uma peregrinação iniciada ao sul do Vale Sagrado dos Incas em busca do lugar exato.

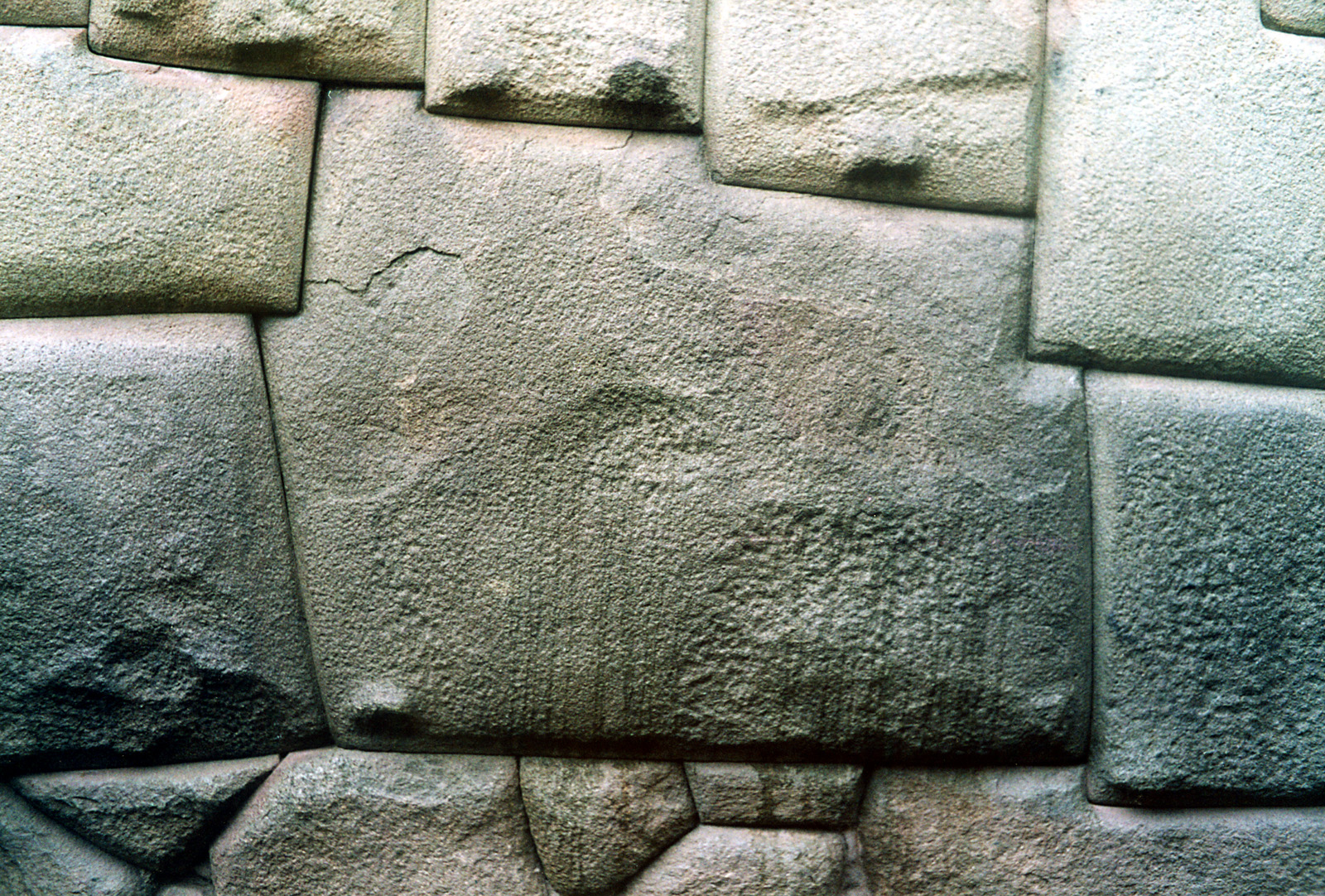
Pedra dos 12 ângulos, Calle Hatum Rumiyoc

Por dados arqueológicos e antropológicos estudou-se o verdadeiro processo da ocupação de Cusco. O consenso aponta a que, devido ao colapso do reino de Taypiqala, produziu-se a migração de seu povo. Este grupo de cerca de 500 homens teria se estabelecido paulatinamente no vale do rio Huatanay, processo que culminaria com a fundação de Cusco. É desconhecida a data aproximada, porém, graças a vestígios, há um consenso que o local onde se localiza a cidade já se encontrava habitado há 3 000 anos. Porém, considerando unicamente seu estabelecimento como capital do Império Inca (meados do século XIII), Cusco aparece como a cidade habitada mais antiga de toda América.
Foi a capital e sede de governo do Reino dos incas e seguiu sendo ao iniciar-se a época imperial, tornando-se a cidade mais importante dos Andes. Esta posição lhe deu proeminência e a converteu no principal foco cultural e eixo do culto religioso.
Atribui-se ao governante Pachacuti ter feito de Cusco um centro espiritual e político. Pachacuti chegou ao poder em 1438, e ele e seu filho Túpac Yupanqui dedicaram cinco décadas à organização e conciliação dos diferentes grupos tribais sob seu domínio, entre eles os Lupaca e os Colla.  Durante o período de Pachacuti e Túpac Yupanqui, o domínio de Cusco chegou até Quito, ao norte, e até o rio Maule, ao sul, integrando culturalmente os habitantes de 4 500 quilômetros de cadeias montanhosas.
Também se crê que o projeto original da cidade seja obra de Pachacuti. O plano do Cusco antigo tem forma de um puma, com a praça central Haucaypata na posição que ocuparia o peito do animal. A cabeça do felino estaria localizada na colina onde está a fortaleza de Sacsayhuaman. Os incas organizaram sua divisão administrativa de maneira que os limites das quatro regiões do império coincidissem na praça principal de Cusco.

### Fundação espanhola e época do vice-reino

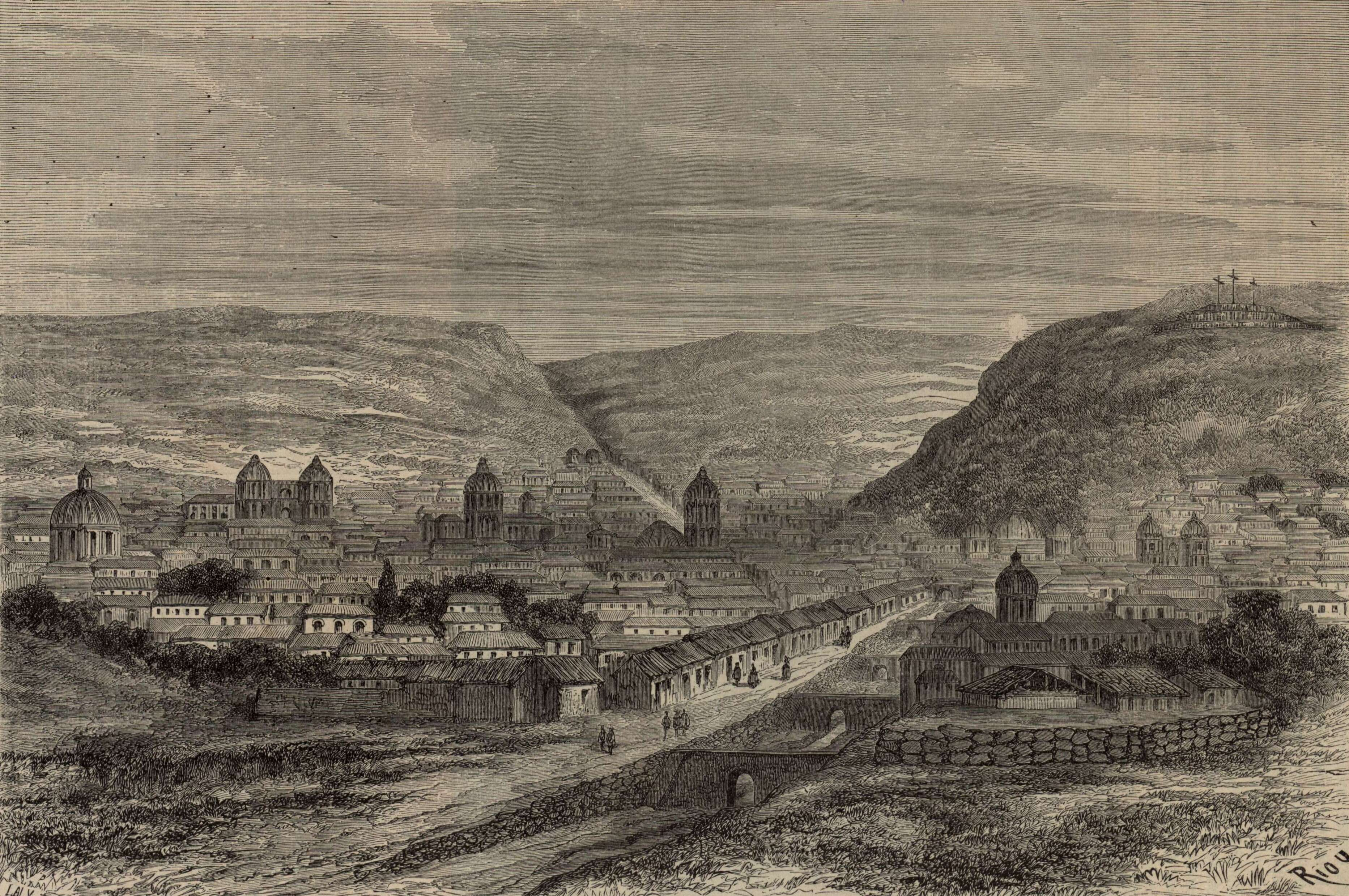
Vista geral de Cusco, gravura antiga

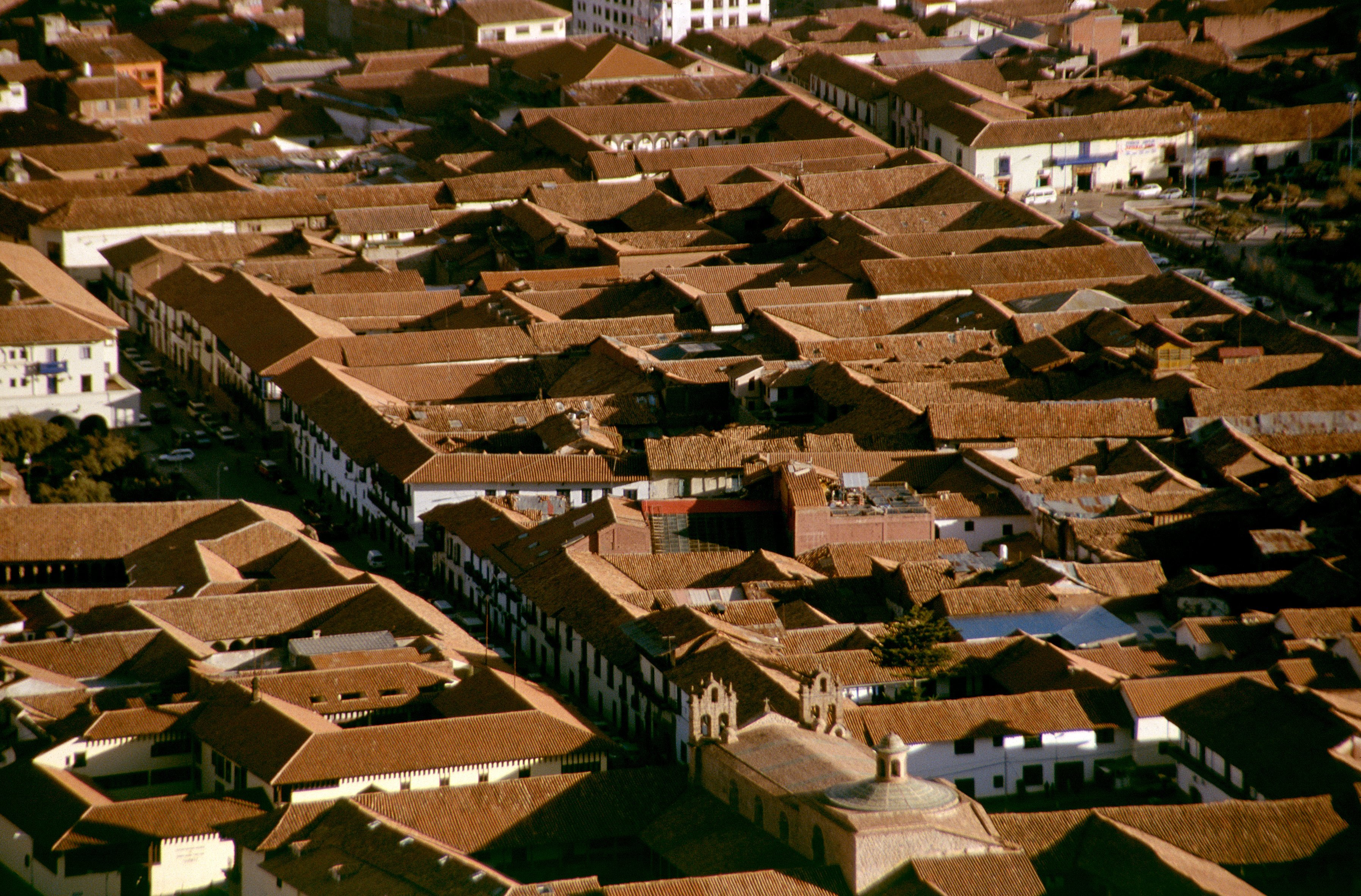
Vista da cidade desde Sacsayhuaman. Telhados de arquitetura colonial.

Os conquistadores espanhóis souberam desde sua chegada ao que é hoje território peruano que sua meta era tomar a cidade de Cusco, capital do império. Logo ao capturar o inca Atahualpa em Cajamarca, iniciaram sua marcha até Cusco. No caminho fundaram muitas cidades. A luta pela capital foi encarniçada, porém, da mesma forma que nos demais combates, os conquistadores obtiveram a vitória. Em 15 de novembro de 1533, Francisco Pizarro estabeleceu o domínio espanhol na cidade de Cusco, estabelecendo como Praça de Armas o local que ainda mantém a cidade moderna e que era também a praça principal durante o império inca e que se encontrava rodeada dos palácios dos soberanos incas. No lado norte iniciou-se a construção da Catedral. Pizarro outorgou a Cusco a denominação "Cusco, Cidade Nobre e Grande" em 23 de março de 1534.
Os sobreviventes do império inca mantiveram uma luta durante os primeiros anos da colônia. Em 1536 Manco Inca iniciou seus confrontos e criou a dinastia dos Incas de Vilcabamba. Esta dinastia terminou em 1572, quando o último inca, Túpac Amaru I, foi derrotado, capturado e decapitado.
A cidade se converteu em um importante centro comercial e cultural dos Andes centrais, já que se encontrava nas rotas entre Lima e Buenos Aires. Porém, a administração do vice-reinado preferiu a povoação de Lima (fundada dois anos depois da tomada de Cusco, em 1535) e principalmente a proximidade desta com o porto natural que seria Callao para estabelecer a cabeceira de seus domínios na América do Sul. A cidade já é mencionada no primeiro mapa conhecido sobre o Peru.

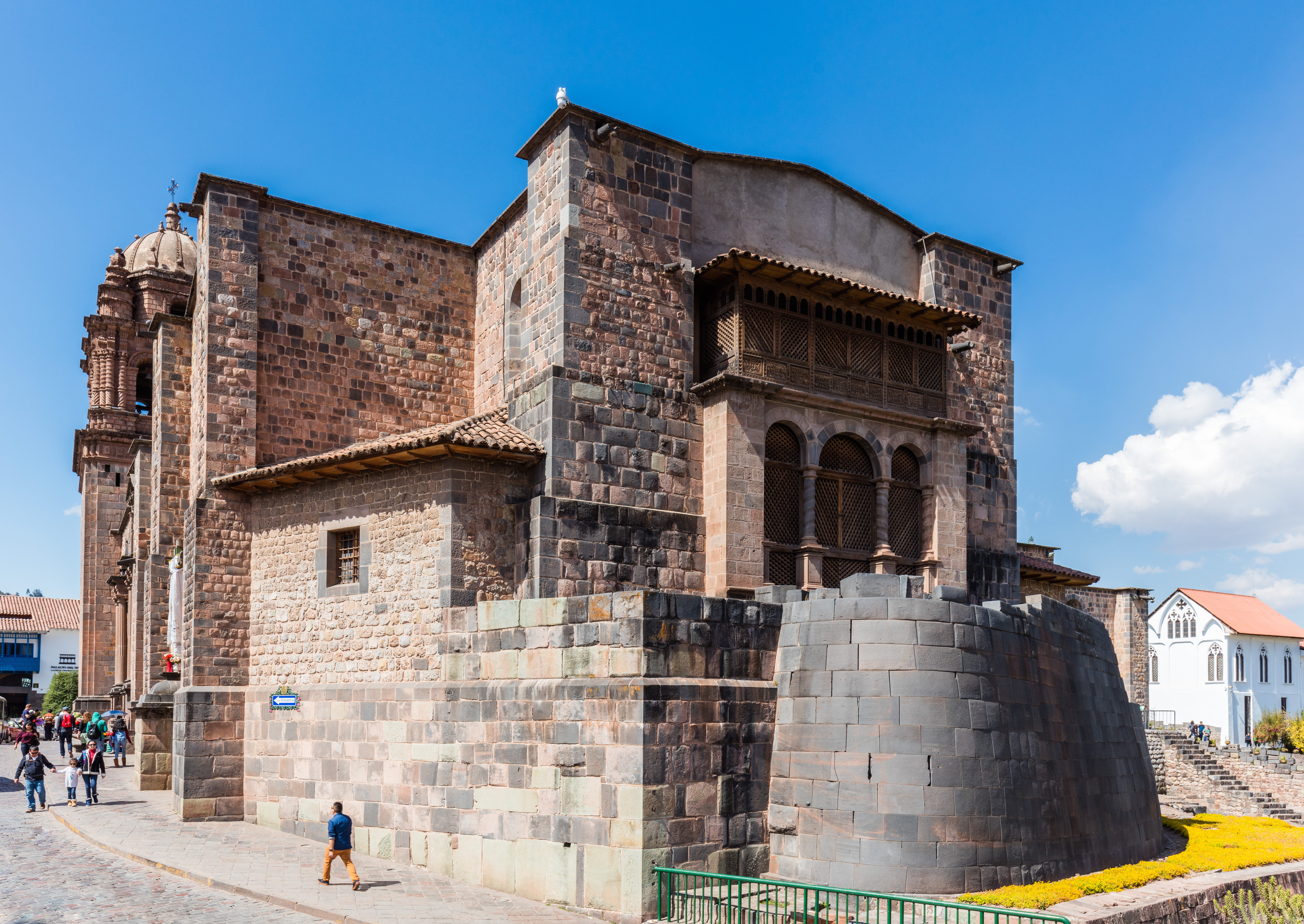
Templo do Sol ou Coricancha

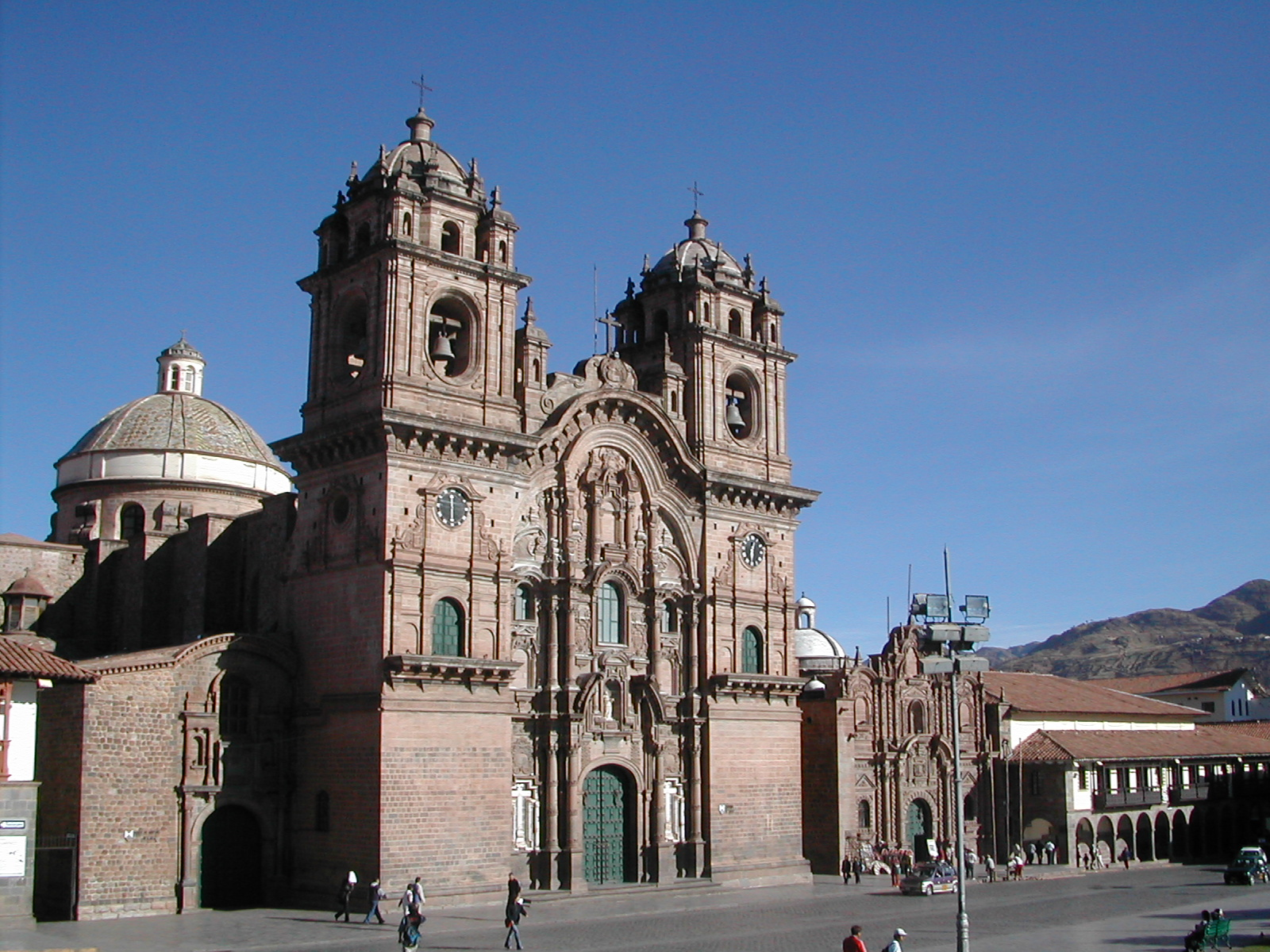
Igreja da Companhia de Jesus

Cusco tornou-se o centro da administração do Vice-reino do Peru no sul do país, sendo no início a povoação mais importante, em detrimento das cidades recentemente fundadas de Arequipa e Moquegua. Sua população era principalmente de indígenas pertencentes à aristocracia inca a quem se respeitou alguns de seus privilégios. Também se radicaram alguns espanhóis. Nessa época iniciou-se o processo de mestiçagem cultural que hoje marca a cidade.
O desenvolvimento urbano viu-se interrompido por vários terremotos que, em mais de uma ocasião, atingiram a cidade. Em 1650, um terremoto violento destruiu quase todos os edifícios coloniais. Durante este terremoto obteve grande importância a efígie do Senhor dos Terremotos que ainda hoje é levado anualmente em procissão.
Em 1780, a cidade de Cusco viu-se convulsionada pelo movimento iniciado pelo cacique José Gabriel Condorcanqui, Tupac Amaru II, que levantou-se contra a administração espanhola. Seu levantamento foi sufocado depois de vários meses de luta, quando foram postas em xeque as autoridades espanholas estabelecidas em Cusco. Tupac Amaru II foi vencido, feito prisioneiro e executado cruelmente junto com toda sua família na Praça de Armas de Cusco. Ainda hoje existe, na lateral da Igreja da Companhia de Jesus, a capela que serviu de prisão ao líder. Este movimento se expandiu rapidamente por todos os Andes e marcou o início de processo de emancipação sul-americano.
No século XIX, outro levantamento contra a administração espanhola teve lugar em Cusco. O brigadeiro Mateo Pumacahua, mestiço cusquenho, que havia enfrentado as forças de Tupac Amaru II, iniciou outro movimento junto com os irmãos Angulo para alcançar a independência do Peru. Este movimento também foi sufocado.

### Época republicana
O Peru declarou sua independência em 1821 e a cidade de Cusco manteve sua importância dentro da organização político-administrativa do país. De fato, criou-se o departamento de Cusco, que abrangia inclusive os territórios amazônicos até o limite com o Brasil. A cidade foi a capital deste departamento e a cidade mais importante do sudeste andino.
A partir do século XX, a cidade iniciou um desenvolvimento urbano num ritmo maior que o experimentado até esse momento. A cidade estendeu-se aos vizinhos distritos de Santiago e Wanchaq.
Em 1911, partiu da cidade a expedição de Hiram Bingham que o levou a descobrir as ruínas incas de Machu Picchu.

#### Condecorações
Em 1933, o Congresso de Americanistas realizado na cidade de La Plata, Argentina, declarou a cidade como "Capital Arqueológica da América". Posteriormente, em 1978, a 7a. Convenção de Prefeitos das Grandes Cidades Mundiais, realizada na cidade italiana de Milão, declarou Cusco como a "Herança Cultural do Mundo". Finalmente, a UNESCO, em Paris, declarou a cidade e especialmente seu centro histórico como "Patrimônio Cultural da Humanidade" em 9 de dezembro de 1983.
O governo do Peru, em concordância, declarou Cusco em 22 de dezembro de 1983, mediante a Lei Nº 23 765, como a "Capital Turística de Peru" e "Patrimônio Cultural da Nação". Atualmente, a Constituição Política de 1993 declara Cusco como a Capital Histórica do país.

### Atualidade

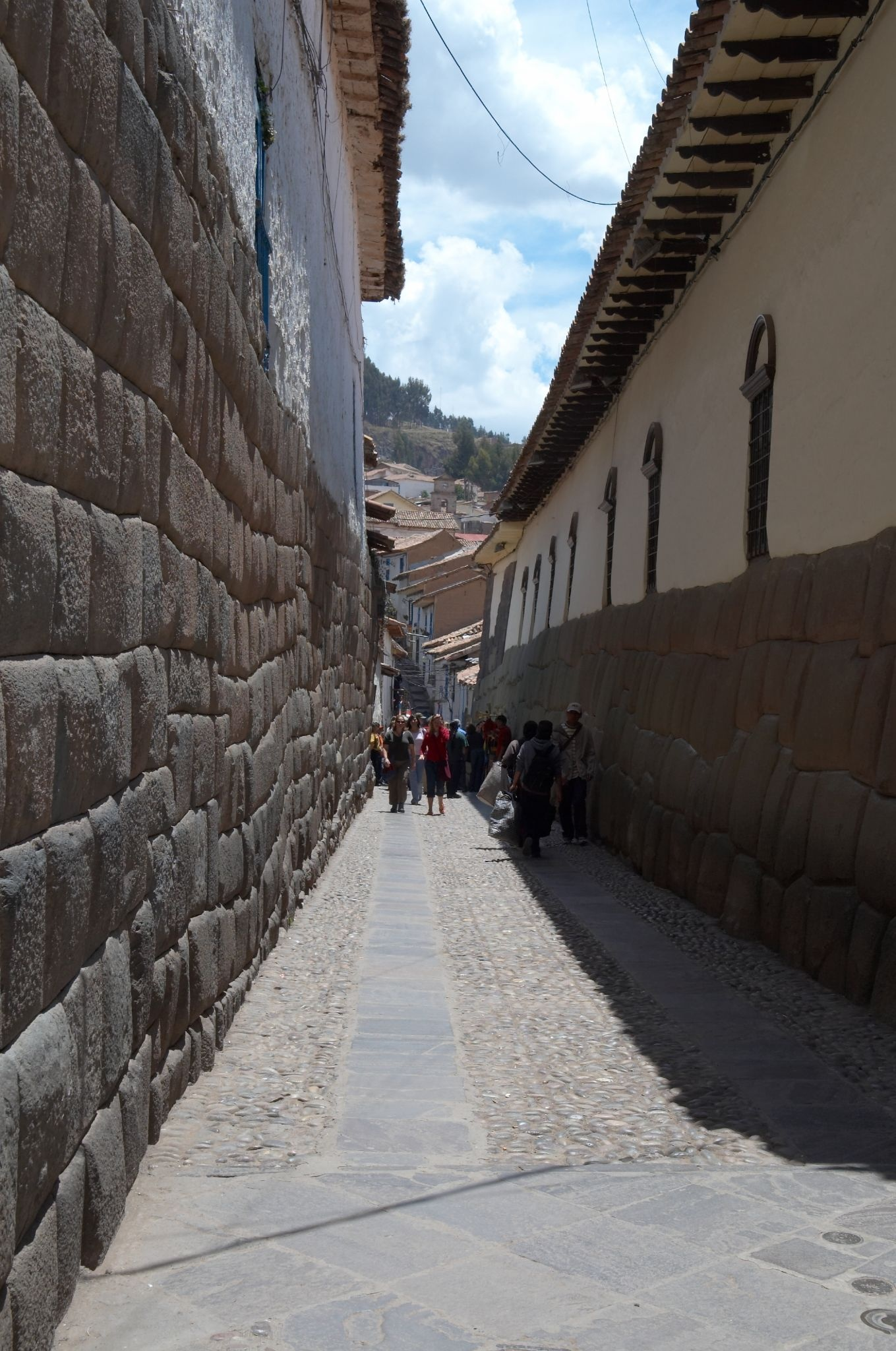
Calle Hatum Rumiyoc

Em 1950, outro terremoto sacudiu a cidade causando a destruição de mais de um terço de todos seus edifícios. A cidade começou a constituir-se como um foco importante de turismo e começou a receber um maior número de turistas.
Desde os anos 1990s, a atividade turística tomou um especial papel na economia da cidade com a consequente ampliação de atividades hoteleiras. Atualmente Cusco é o principal destino turístico do Peru. Por sua parte a cidade mantém seu crescimento urbano, estendendo-se atualmente também aos distritos de San Sebastián e San Jerónimo.

## Geografia
Cusco expande-se pelo vale que forma o rio Huatanay e pelos montes vizinhos. Seu clima é geralmente seco e temperado, com duas estações definidas: uma de secas entre abril e outubro, com dias ensolarados, noites frias e temperatura média de 13 °C; e outra chuvosa, de novembro a março, temperatura média de 12 °C. Nos dias ensolarados a temperatura alcança 20 °C.
| Dados climatológicos para Cusco | Dados climatológicos para Cusco | Dados climatológicos para Cusco | Dados climatológicos para Cusco | Dados climatológicos para Cusco | Dados climatológicos para Cusco | Dados climatológicos para Cusco | Dados climatológicos para Cusco | Dados climatológicos para Cusco | Dados climatológicos para Cusco | Dados climatológicos para Cusco | Dados climatológicos para Cusco | Dados climatológicos para Cusco | Dados climatológicos para Cusco |
| Mês | Jan                             | Fev                             | Mar                             | Abr                             | Mai                             | Jun                             | Jul                             | Ago                             | Set                             | Out                             | Nov                             | Dez                             | Ano                             |
| --- | ------------------------------- | ------------------------------- | ------------------------------- | ------------------------------- | ------------------------------- | ------------------------------- | ------------------------------- | ------------------------------- | ------------------------------- | ------------------------------- | ------------------------------- | ------------------------------- | ------------------------------- |
| Temperatura máxima recorde (°C) | 27,8                            | 27,2                            | 26,1                            | 26,1                            | 28,9                            | 25                              | 25                              | 25                              | 27,2                            | 28,9                            | 27,8                            | 30                              | 30                              |
| Temperatura máxima média (°C) | 18,8                            | 18,8                            | 19,1                            | 19,7                            | 19,7                            | 19,4                            | 19,2                            | 19,9                            | 20,1                            | 20,9                            | 20,6                            | 20,8                            | 19,8                            |
| Temperatura mínima média (°C) | 6,6                             | 6,6                             | 6,3                             | 5,1                             | 2,7                             | 0,5                             | 0,2                             | 1,7                             | 4                               | 5,5                             | 6                               | 6,5                             | 4,3                             |
| Temperatura mínima recorde (°C) | 1,1                             | 2,2                             | 1,7                             | −3,9                            | −4,4                            | −5                              | −8,9                            | −5                              | −1,1                            | −1,1                            | −1,1                            | 0                               | −8,9                            |
| Chuva (mm) | 145,3                           | 133,7                           | 107                             | 43,2                            | 8,7                             | 1,5                             | 4                               | 8,6                             | 21,8                            | 39,4                            | 71,9                            | 122,7                           | 707,8                           |
| Dias com chuva (≥ 0.1 mm) | 18                              | 13                              | 11                              | 8                               | 3                               | 2                               | 2                               | 2                               | 7                               | 8                               | 12                              | 16                              | 102                             |
| Umidade relativa (%) | 64                              | 66                              | 65                              | 61                              | 55                              | 48                              | 47                              | 46                              | 51                              | 51                              | 52                              | 59                              | 55,4                            |
| Insolação (h) | 143                             | 121                             | 170                             | 210                             | 239                             | 228                             | 257                             | 236                             | 195                             | 198                             | 195                             | 158                             | 2 350                           |
| Fonte: Organização Meteorológica Mundial (WMO) e BBC Weather.                                                                              |                                 |                                 |                                 |                                 |                                 |                                 |                                 |                                 |                                 |                                 |                                 |                                 |                                 |
| Fonte 2: Instituto Meteorológico Dinamarquês (horas de sol e umidade relativa) e Sistema de Classificação Bioclimática Mundial (extremos). |                                 |                                 |                                 |                                 |                                 |                                 |                                 |                                 |                                 |                                 |                                 |                                 |                                 |

## Infraestrutura
Por sua antiguidade e importância histórica, o centro da cidade conserva muitos edifícios, praças e ruas de épocas pré-hispânicas, assim como construções coloniais, o que motivou ser declarada Patrimônio Mundial em 1983 pela UNESCO.

## Turismo
A cidade conta com boa infraestrutura para o turista, desde hotéis de luxo até albergues para mochileiros. É possível encontrar bons hotéis e restaurantes também para atender todos os públicos, com preços razoáveis.

## Cidades-irmãs
Cusco tem geminação com essas cidades:
| - La Paz, Bolívia - Baguio, Filipinas - Samarcanda, Uzbequistão - Cidade do México, México - Quioto, Japão - Jersey City, Estados Unidos - Lima, Peru | - Chartres, França - Atenas, Grécia - Moscou, Rússia - Istambul, Turquia - Havana, Cuba - Copán, Honduras | - Xi'an, China - Potosí, Bolívia - Cuenca, Equador - Rio de Janeiro, Brasil - Madison, Estados Unidos - Kaesong, Coreia do Norte - Belém, Palestina |

## Fotos

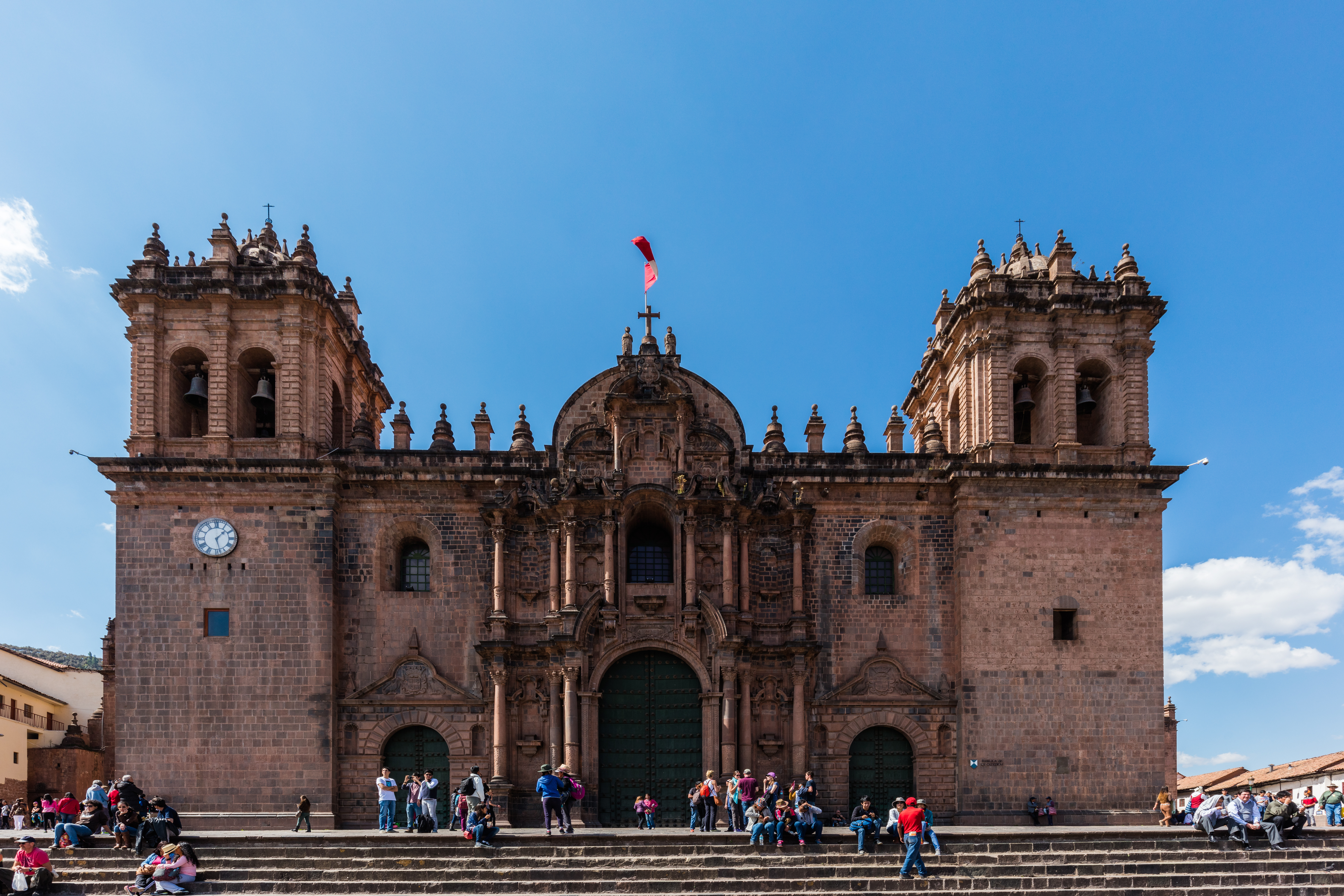
Catedral - Praça de Armas
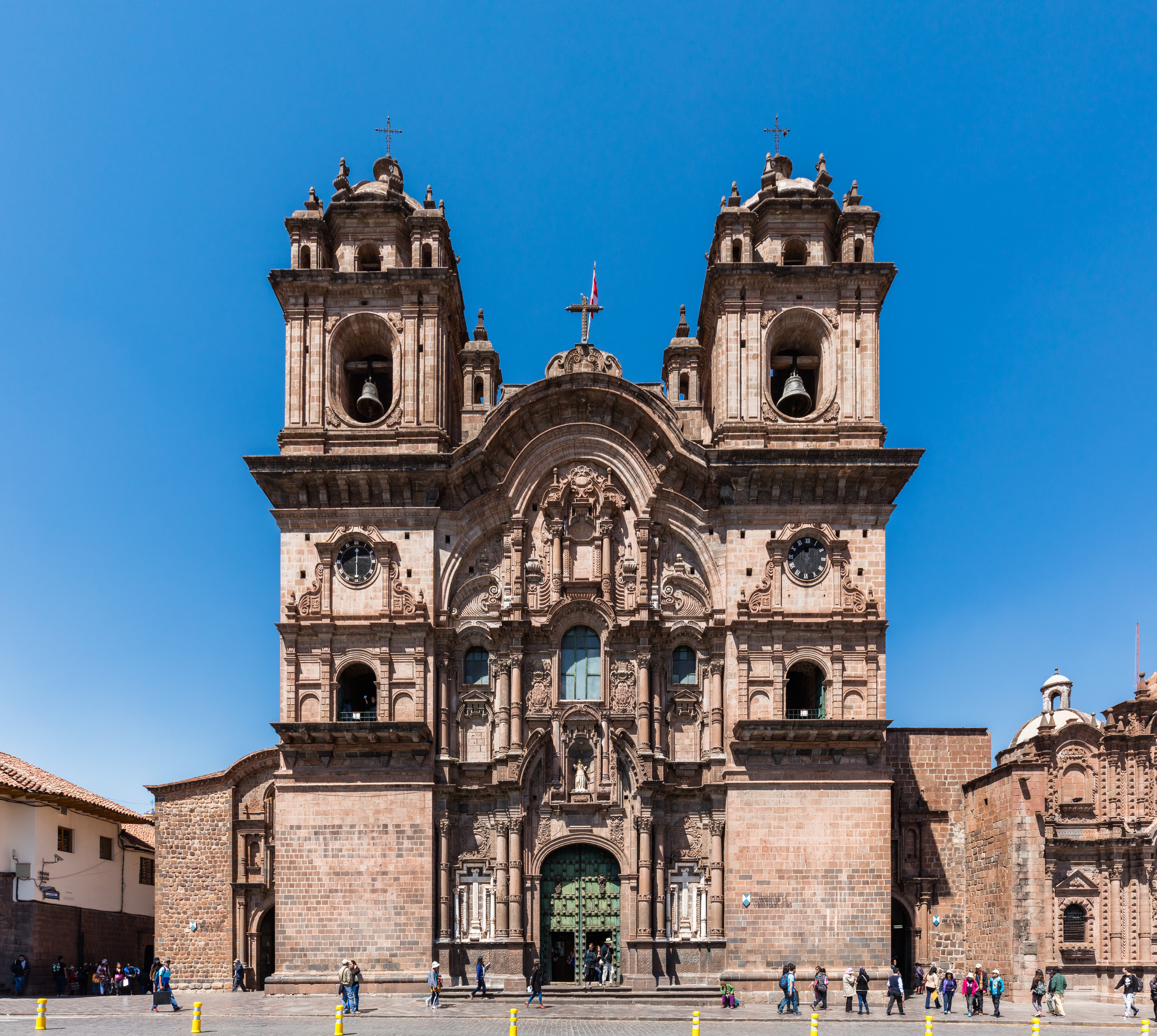
Igreja da Companhia de Jesus
Praça de Armas
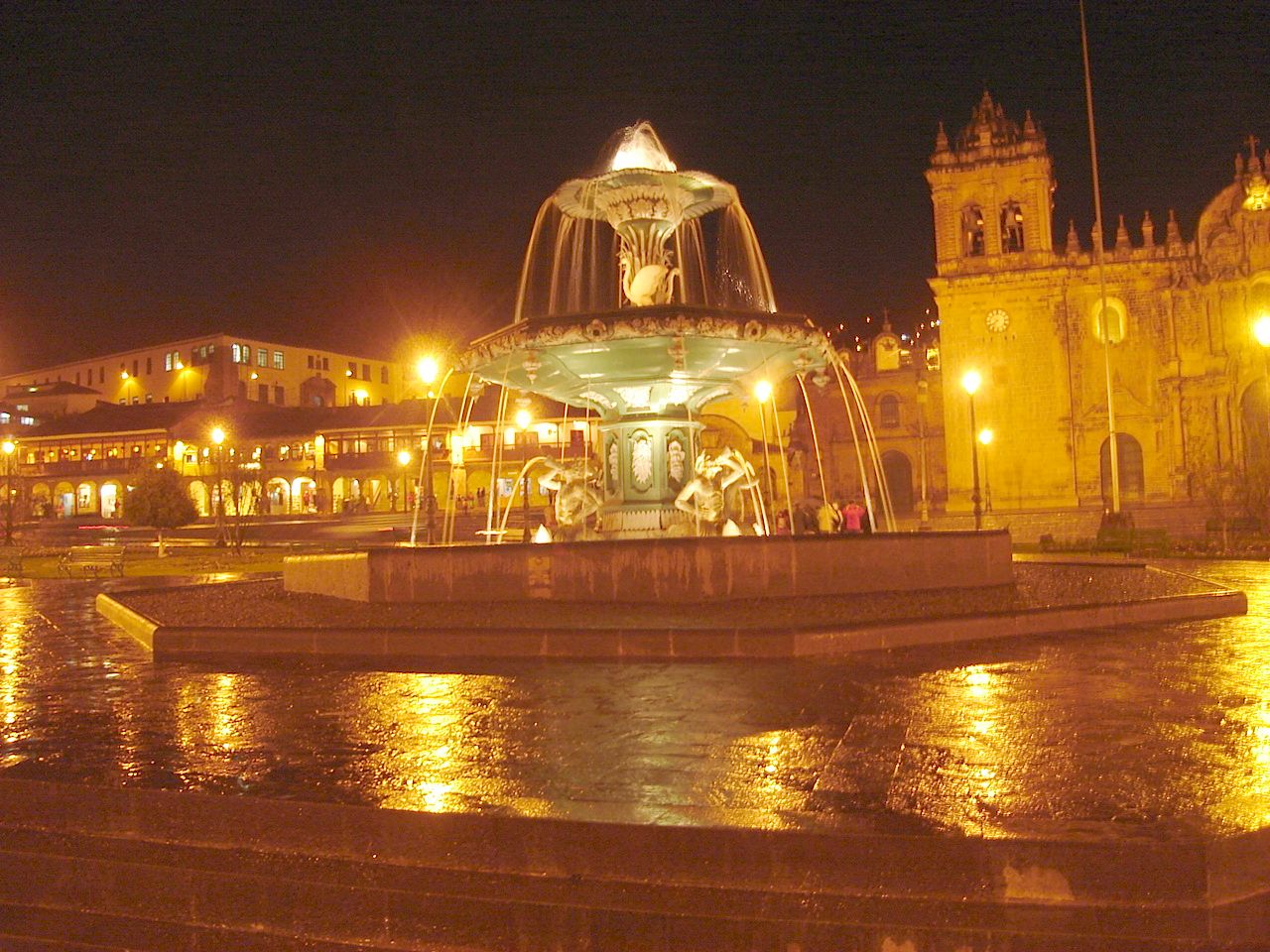
Praça de Armas a noite
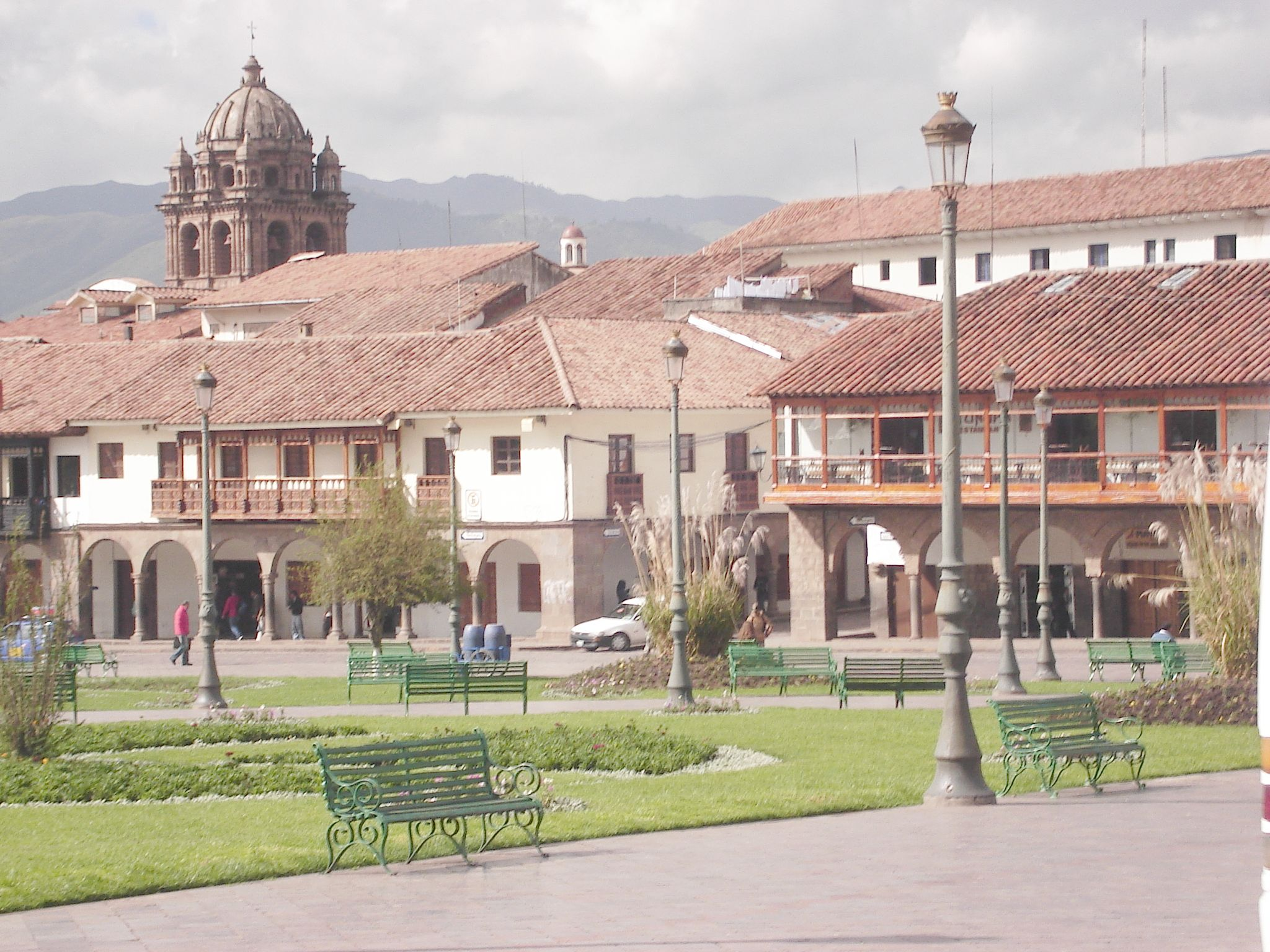
Praça de Armas
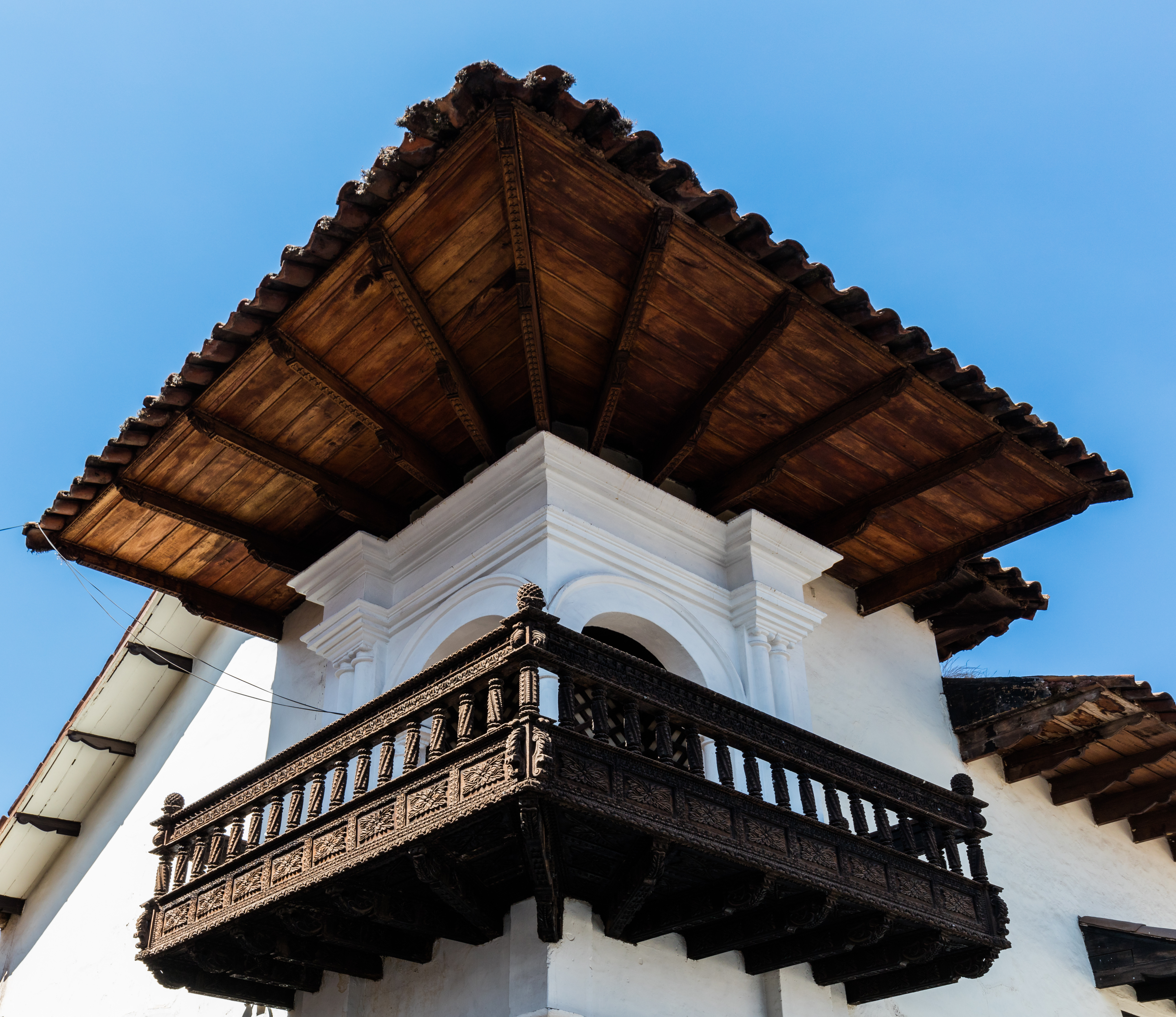
Casa colonial
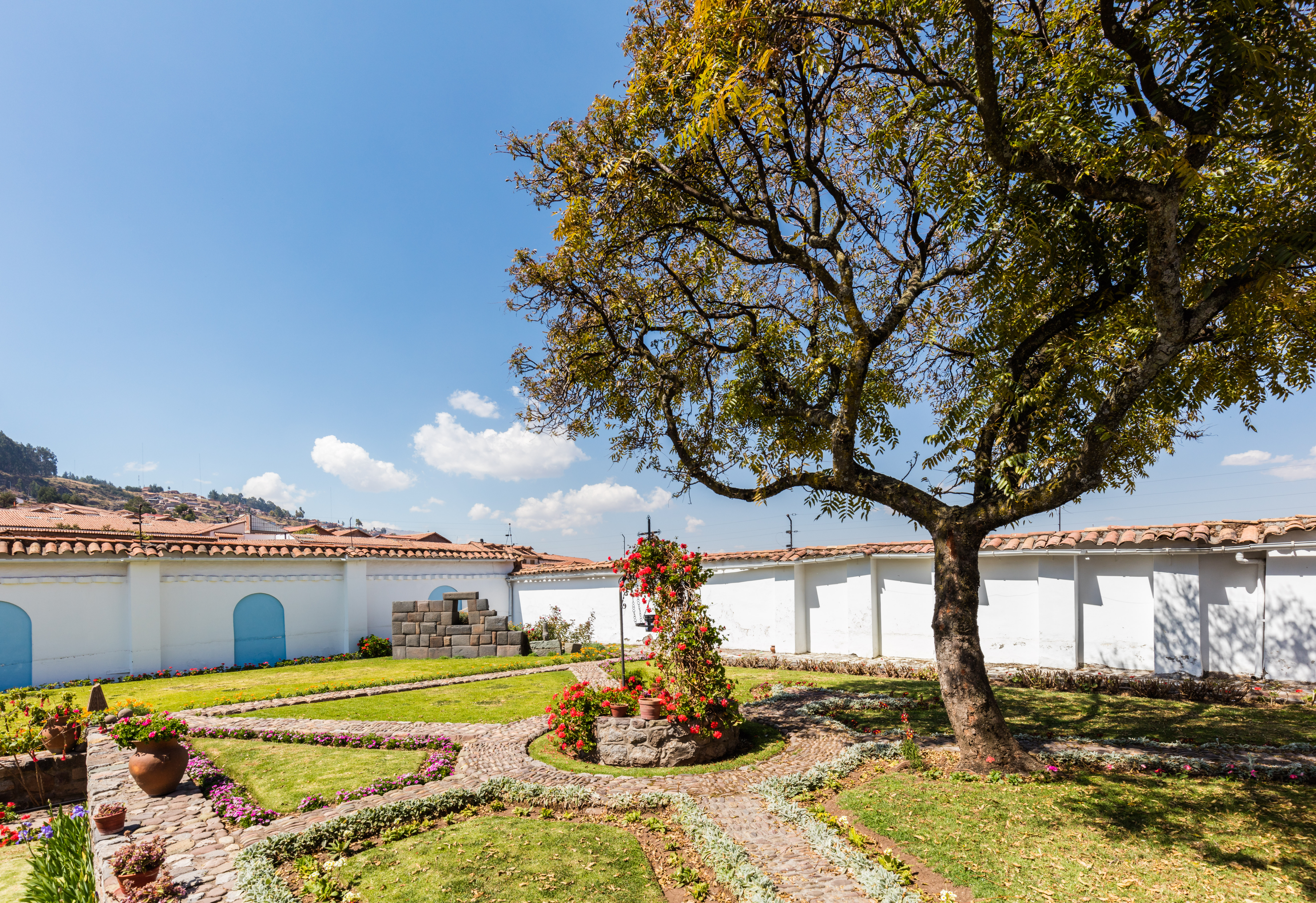
Jardim do Museu de Arte Sacra do Arcebispado